# Tristrophis siaolouaria
Tristrophis siaolouaria är en fjärilsart som beskrevs av Charles Oberthür 1911. Tristrophis siaolouaria ingår i släktet Tristrophis och familjen mätare. Inga underarter finns listade i Catalogue of Life.